# لوثر إف. كول
لوثر إف. كول هو قاضي ومحامي وسياسي أمريكي، ولد في 25 أكتوبر 1925 في الإسكندرية في الولايات المتحدة، وتوفي في 26 يوليو 2013 في باتون روج في الولايات المتحدة. نشط حزبياً في الحزب الديمقراطي. وقد انتخب عضو مجلس نواب لويزيانا ‏.